# San Pedro de Tiquina (kommun)

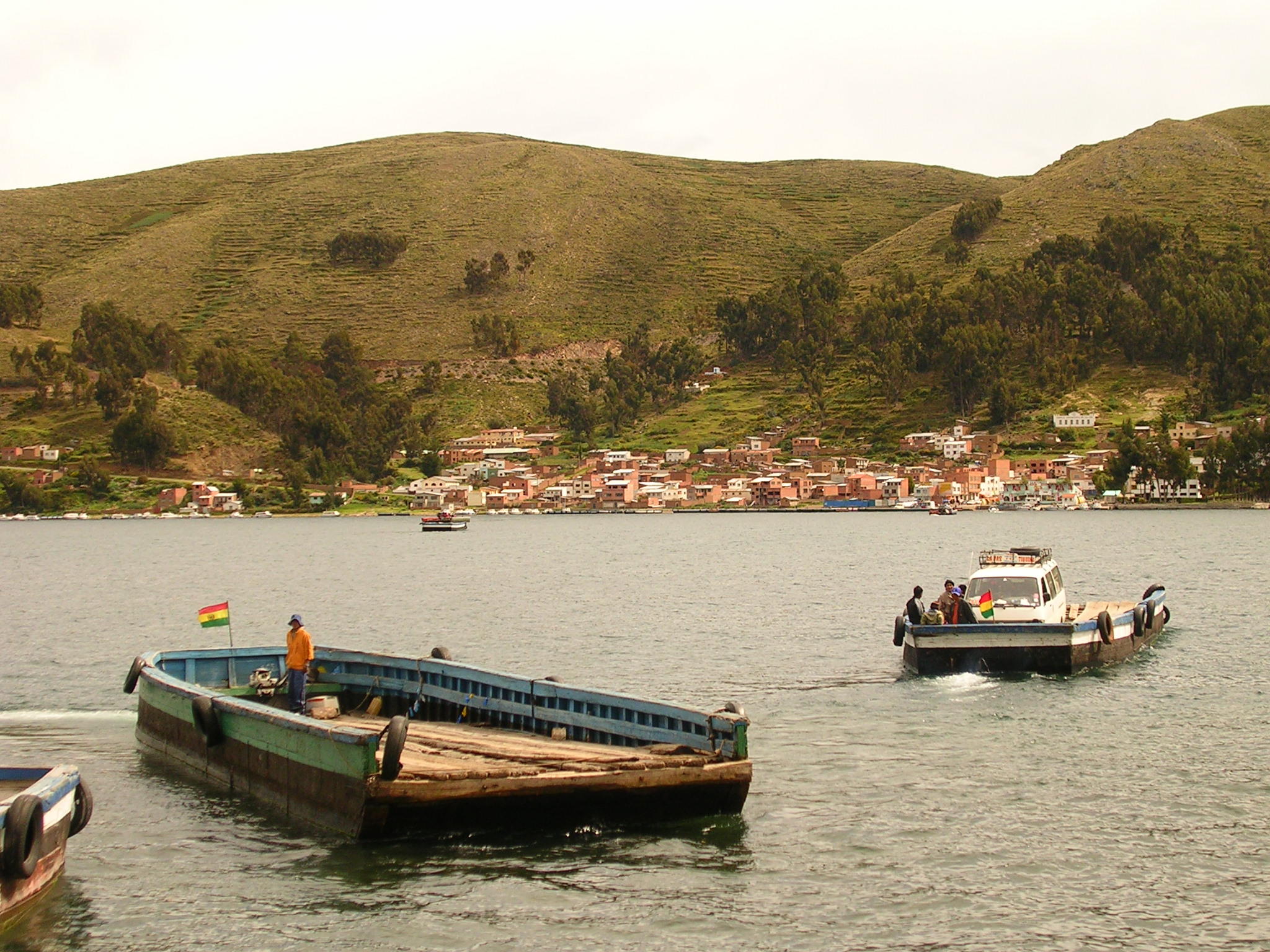
San Pedro de Tiquina

San Pedro de Tiquina är en kommun  i den bolivianska provinsen Manco Kapac i departementet La Paz. Den administrativa huvudorten är San Pedro de Tiquina.